# 王子站
王子站（日语：／ Ōji eki */?）是位於日本東京都北區王子一丁目，屬於東日本旅客鐵道（JR東日本）、東京地下鐵的鐵路車站。
此條目同時記述附近東京都交通局都電荒川線的王子站前停留場（／）。

## 停靠路線
此站有JR東日本的京濱東北線、東京地下鐵的南北線與東京都交通局的荒川線停靠，是轉乘站。其中京濱東北線車站編號為「JK 36」，南北線車站編號為「N 16」。
JR東日本在軌道名稱上為東北本線，而本站停靠的是行走於電車線的京濱東北線電車。依據JR特定都區市內制度，本站屬「東京都區內」。

## 歷史
- 1883年（明治16年）7月28日：王子站與日本鐵道上野至熊谷段一同開業，是東北本線現存最古老的車站之一。
- 1906年（明治39年）11月1日：日本鐵道被政府國有化，成為日本國有鐵道（日本國鐵）的一部份。
- 1909年（明治42年）10月12日：日本國鐵重編路線，本站被編為東北本線車站。
- 1915年（大正4年）4月17日：王子電氣軌道（都電荒川線前身）在本站前設站。
- 1928年（昭和3年）2月1日：京濱線（京濱東北線前身）延長服務至赤羽站，本站成為該線的車站。
- 1987年（昭和62年）4月1日：國鐵分割民營化，國鐵站區由JR東日本接手管理。
- 1991年（平成3年）11月29日：營團地下鐵南北線站區開業，令本站成為換乘站。
- 2001年（平成13年）11月18日：智能卡系統Suica正式投入服務。
- 2004年（平成16年）4月1日：營團地下鐵民營化，南北線站區由東京地下鐵接手管理。
- 2009年（平成21年）
  - 3月：日本國鐵於1966年（昭和41年）在南口設置的洗手間在使用40多年後才被發現污水管誤接到雨水管，令附近的石神井川一直受到污染。JR東日本立即進行改建工程修正問題[1]。
  - 12月19日：東京都交通局站區內過渡線的轉轍器發生故障，令一輛電車卡在上下行軌道中間，其他電車均不能行駛。
  - 12月29日：東京都交通局站區內過渡線的轉轍器再次發生故障，須暫停部分經本站折返的列車班次[2]。直至翌年1月31日完成修理後，2月1日才恢復原有的列車班次及運行方式[3]。
- 2015年（平成27年）3月13日：南北線更換發車音樂[4]。

## 車站構造
三家公司的站區均非常接近，但位置並不相同。JR東日本站區是高架車站，東京都交通局的王子站前停留場是位於JR東日本站區下方的地面，而東京地下鐵站區則位於較北位置的地下。

### JR東日本
JR東日本站區是一建於舊有堤壩上的島式月台1面2線高架車站，近赤羽一邊月台橫跨國道122號（明治通）及荒川線。除京濱東北線，宇都宮線、高崎線行駛的東北本線列車線，及湘南新宿線與貨物列車行駛的貨物線平行通過本站東側。往尾久站的列車線（尾久支線）與北王子線（貨物支線）在車站南側與京濱東北線立體交會。過去本站附近是北王子線與須賀線（貨物支線）的分岐點。
車站設有北口、中央口及南口3個出口。站內有綠色窗口、自動驗票閘門、指定席售票機。此外，亦設有輪椅適用的手扶電梯和凸字車費表等無障礙設施。除南口只在早上6時至晚上11時開放，其餘兩個出口均全日開放。三個出口分別能換乘其他交通及前往附近地區，非常方便。換乘南北線可使用北口或中央口，換乘荒川線可使用中央口，而前往飛鳥山公園、榮町方向可使用南口。換乘其他交通方面，北口設有公車圓環及計程車招呼站，南口亦設有計程車招呼站。

#### 月台配置

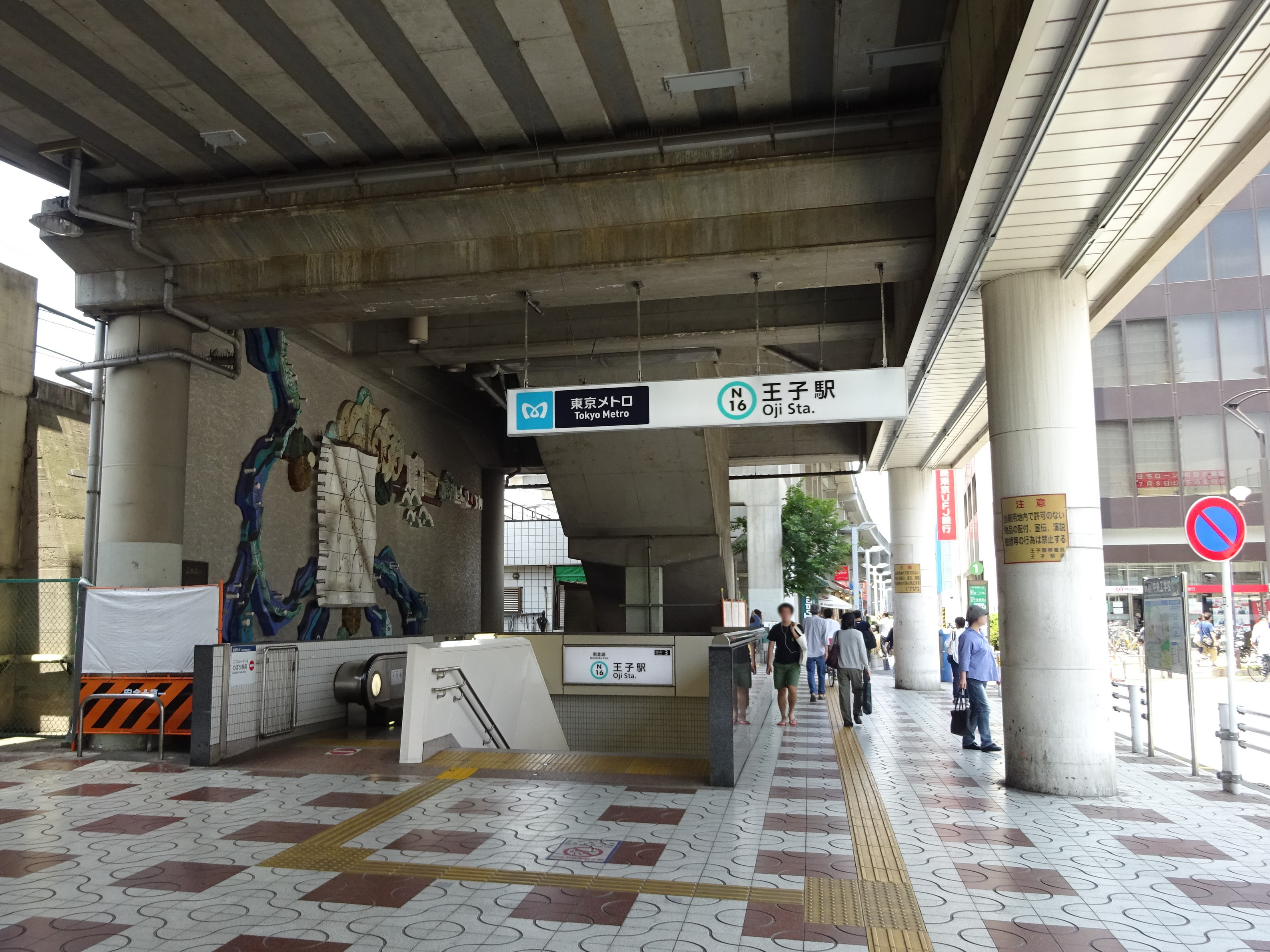
3號出入口（2017年6月）
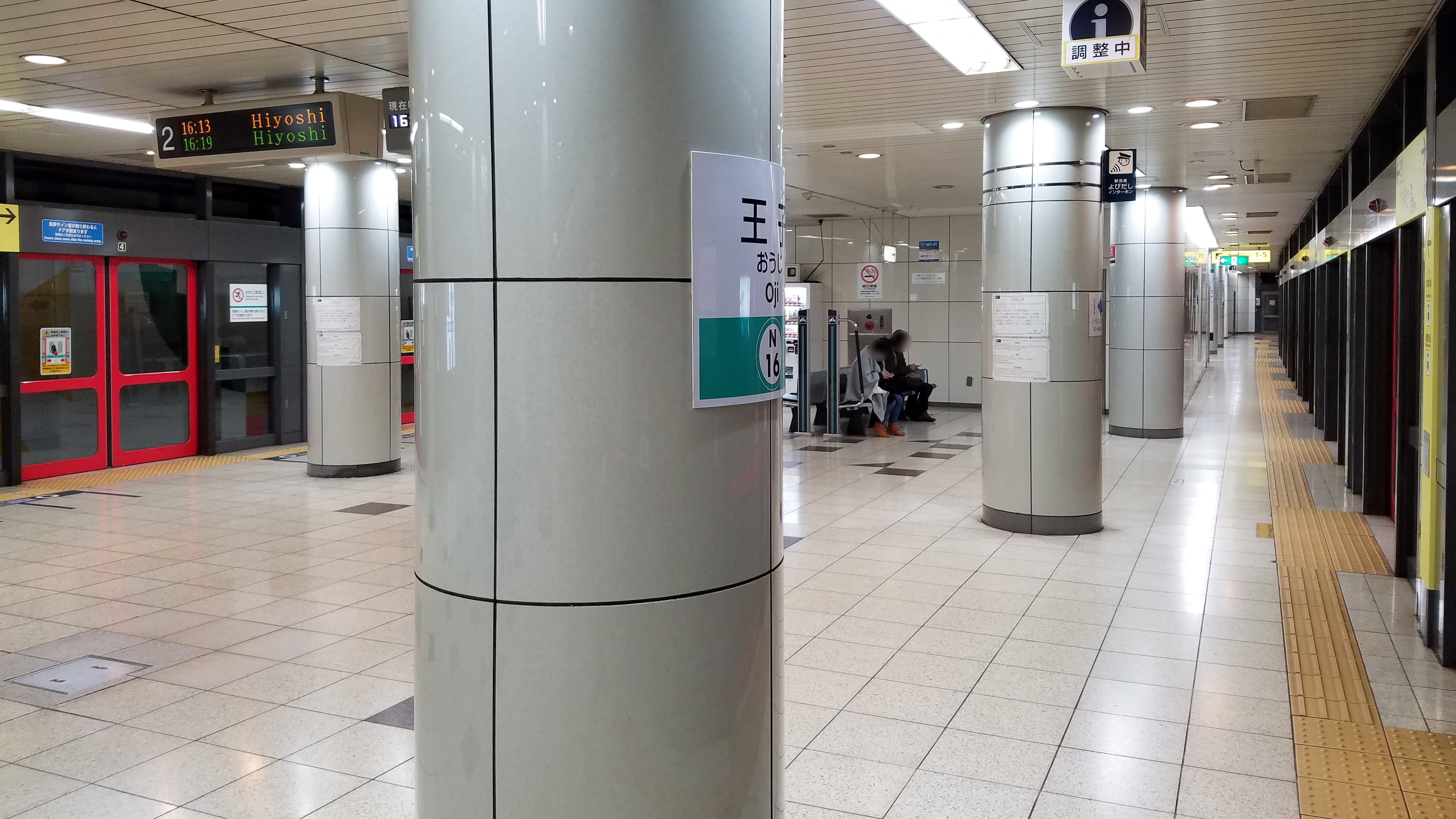
月台（2017年12月）

| 月台 | 路線       | 方向 | 目的地               | 備註              |
| ---- | ---------- | ---- | -------------------- | ----------------- |
| 1    | 京濱東北線 | 北行 | 赤羽、浦和、大宮方向 |                   |
| 2    | 京濱東北線 | 南行 | 上野、東京、橫濱方向 | 橫濱站直通 根岸線 |

（來源：JR東日本:車站構內圖 （页面存档备份，存于））

#### 無障礙設施
- 電扶梯（輪椅可用）：北口 - 月台
- 電梯：中央口 - 月台
- 無障礙廁所：中央口

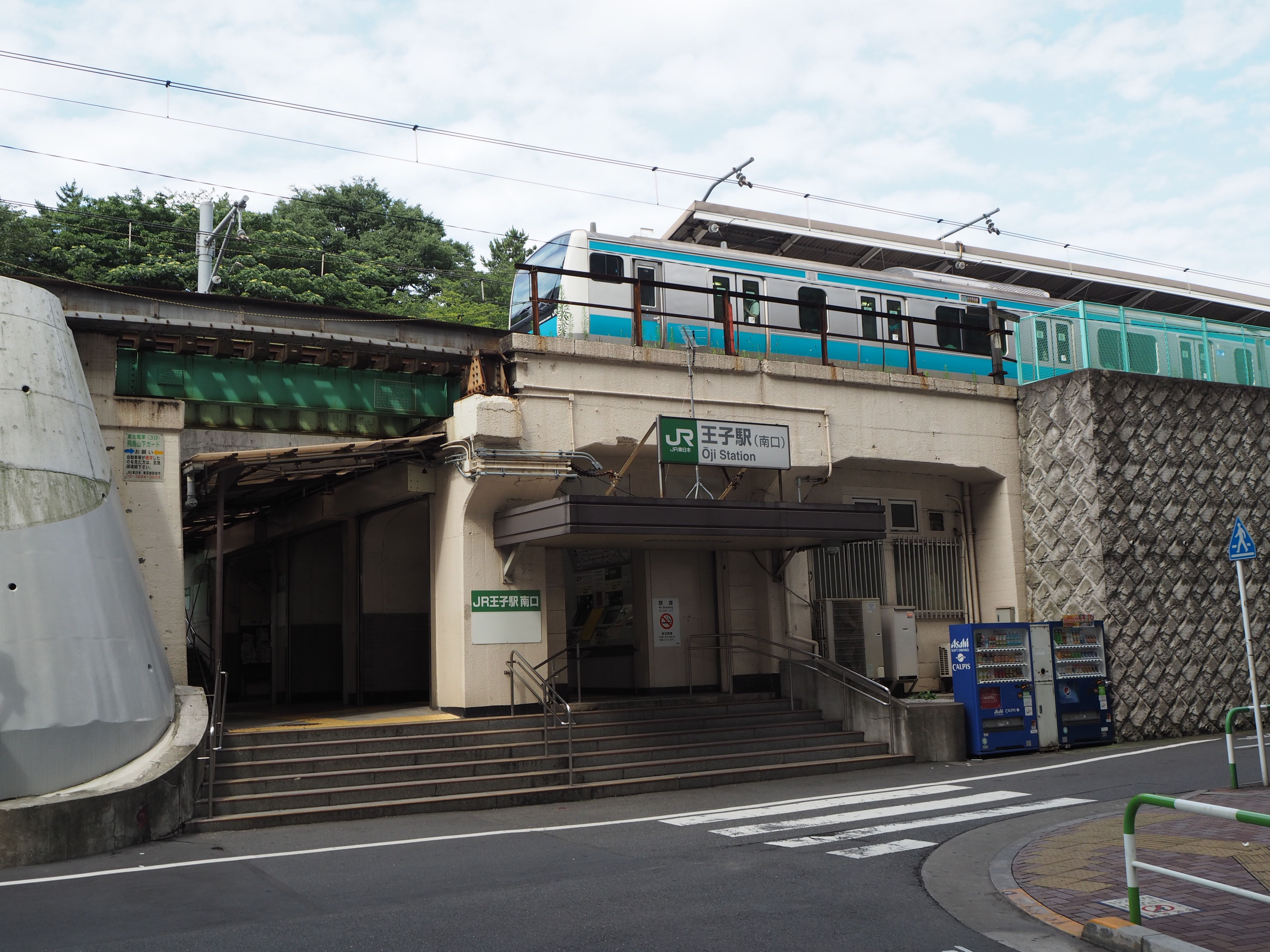
南口（2016年7月）
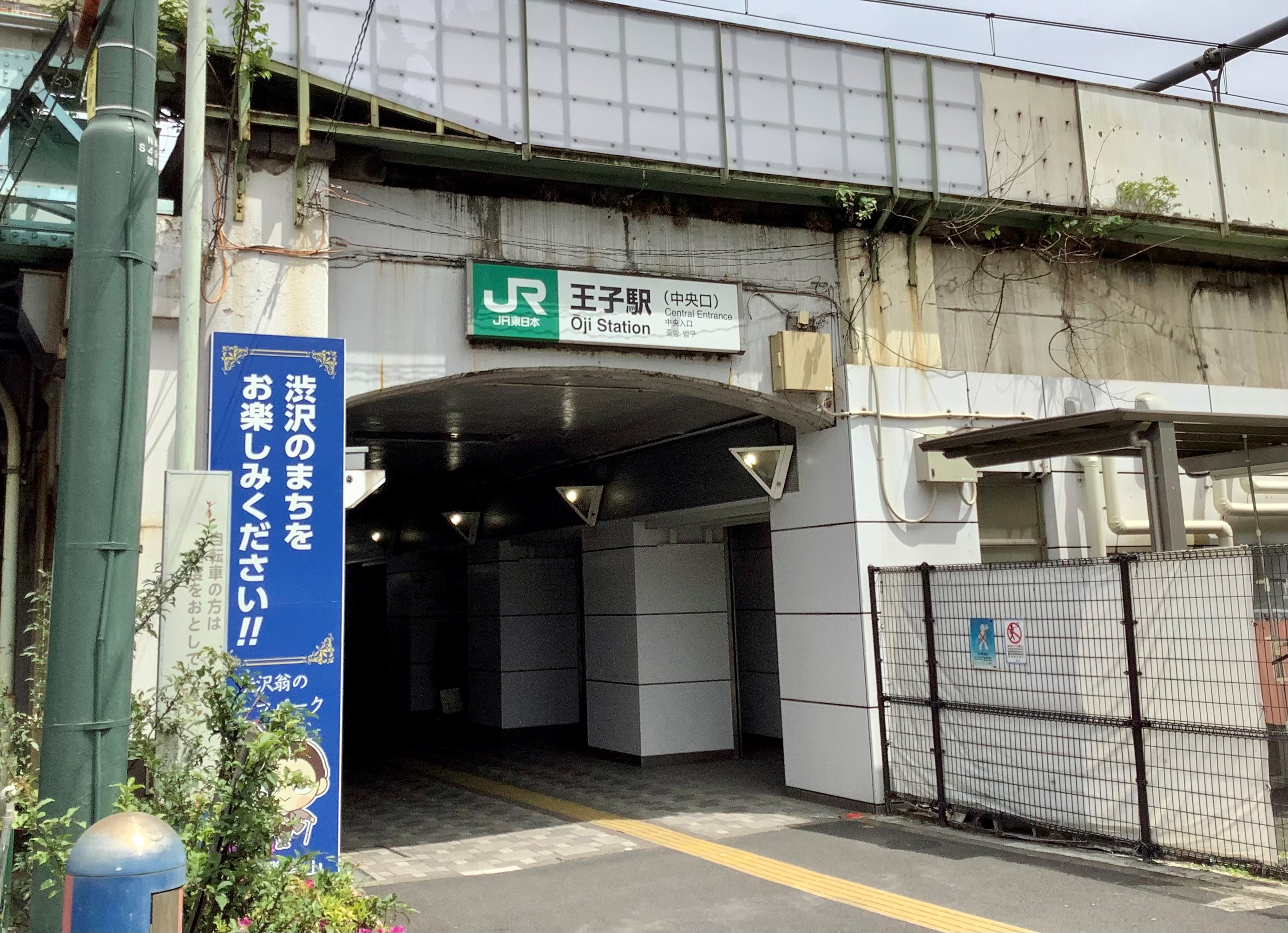
中央出入口（2023年4月）
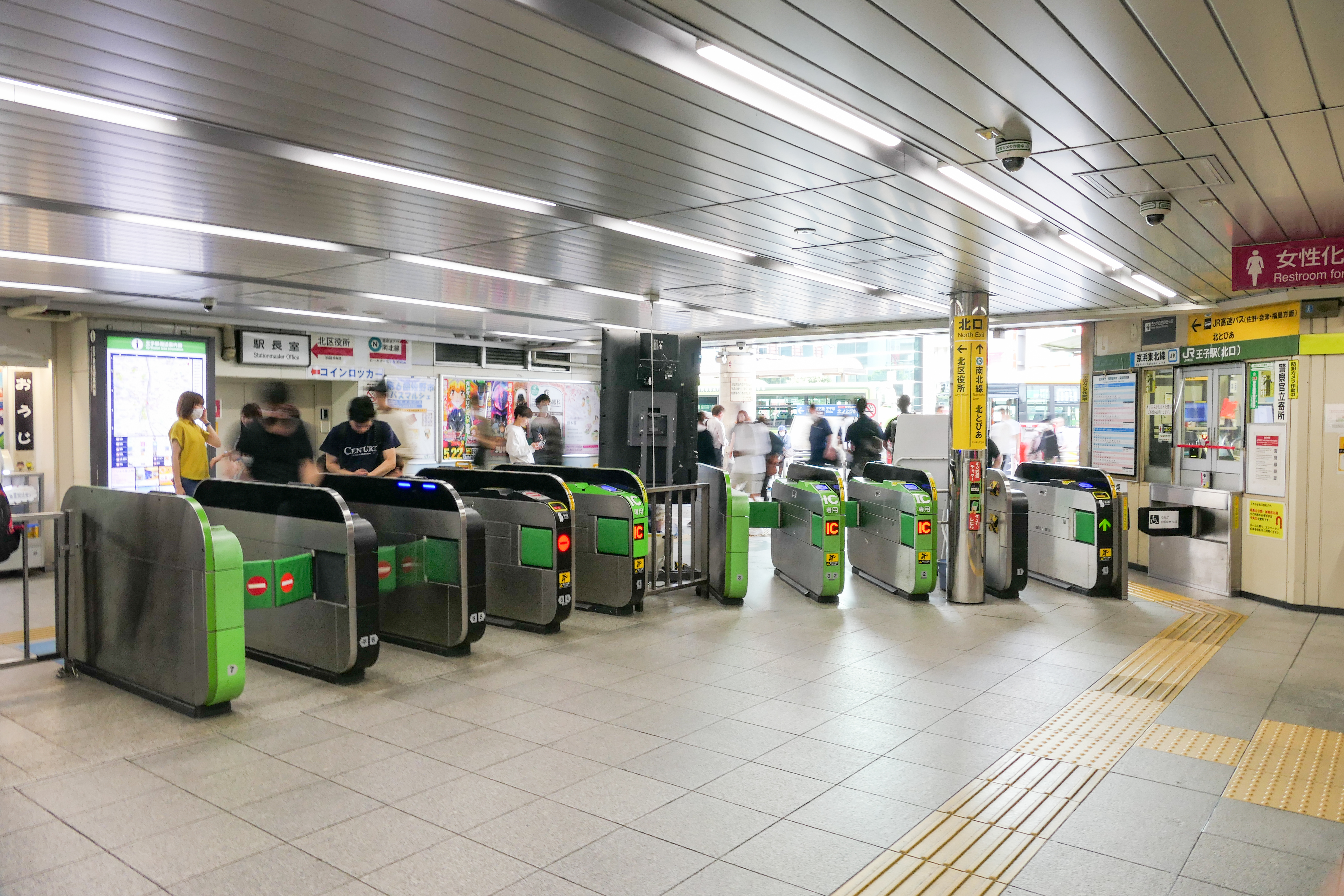
北驗票口（2023年5月）
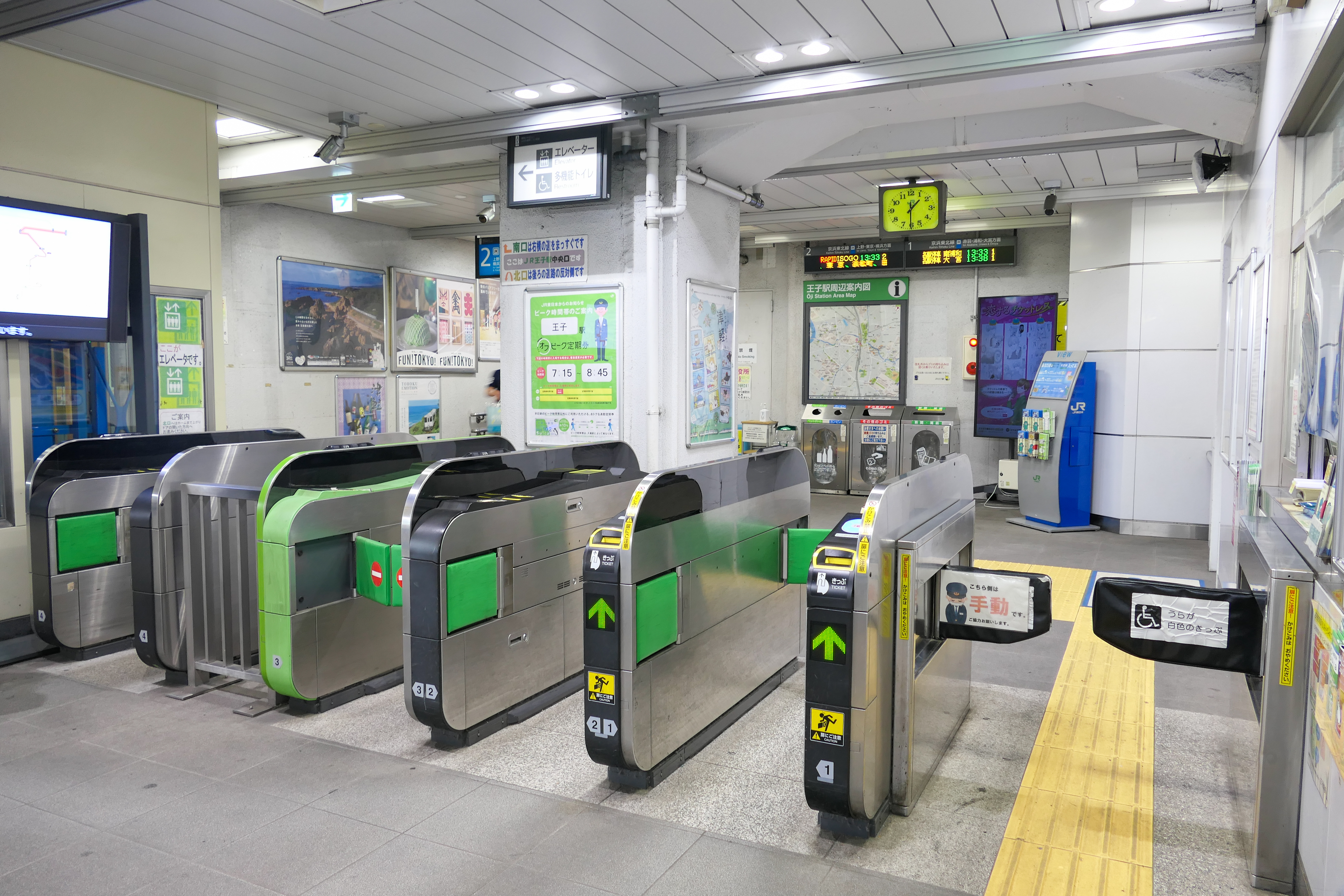
中央驗票口（2023年5月）
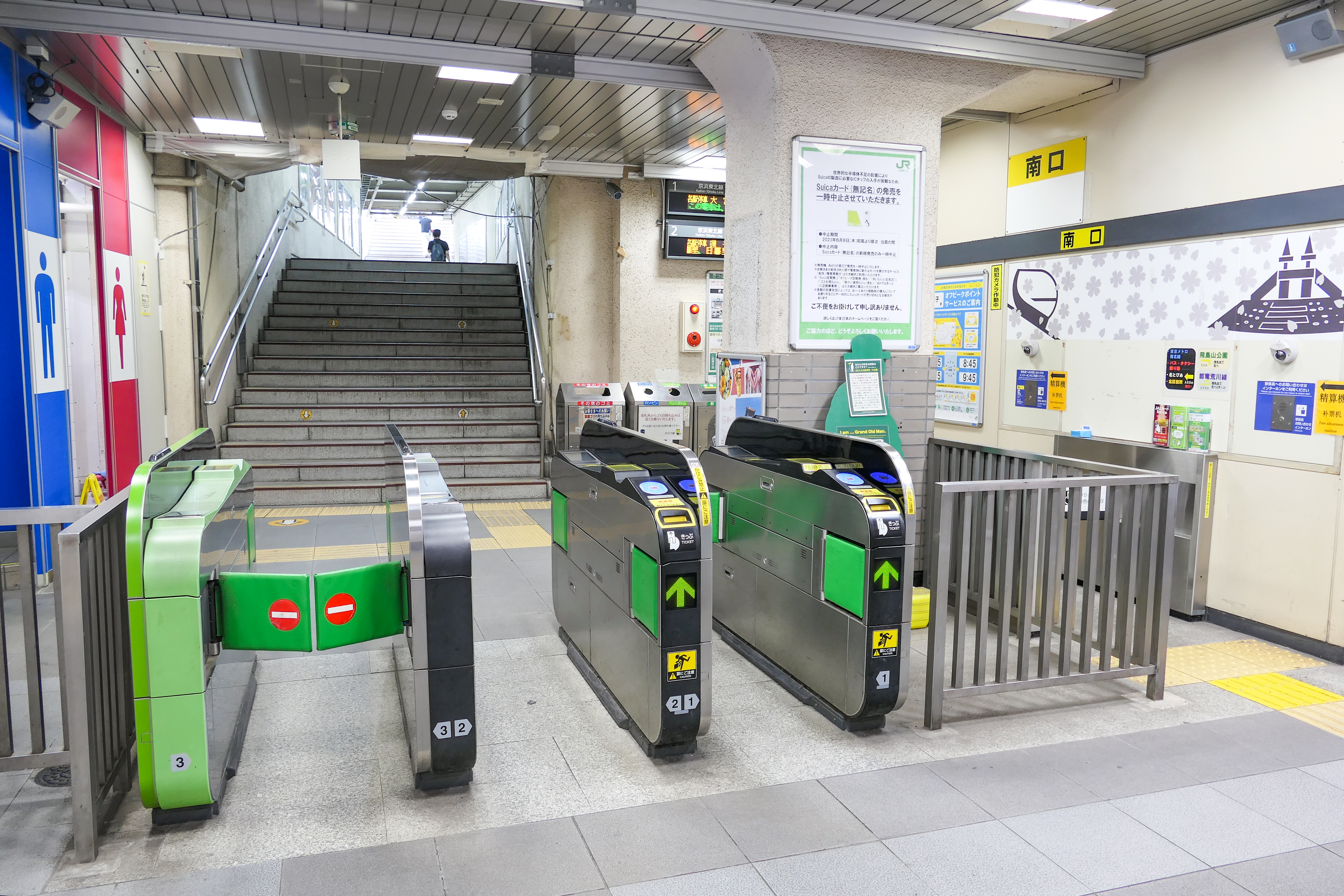
南驗票口（2023年6月）
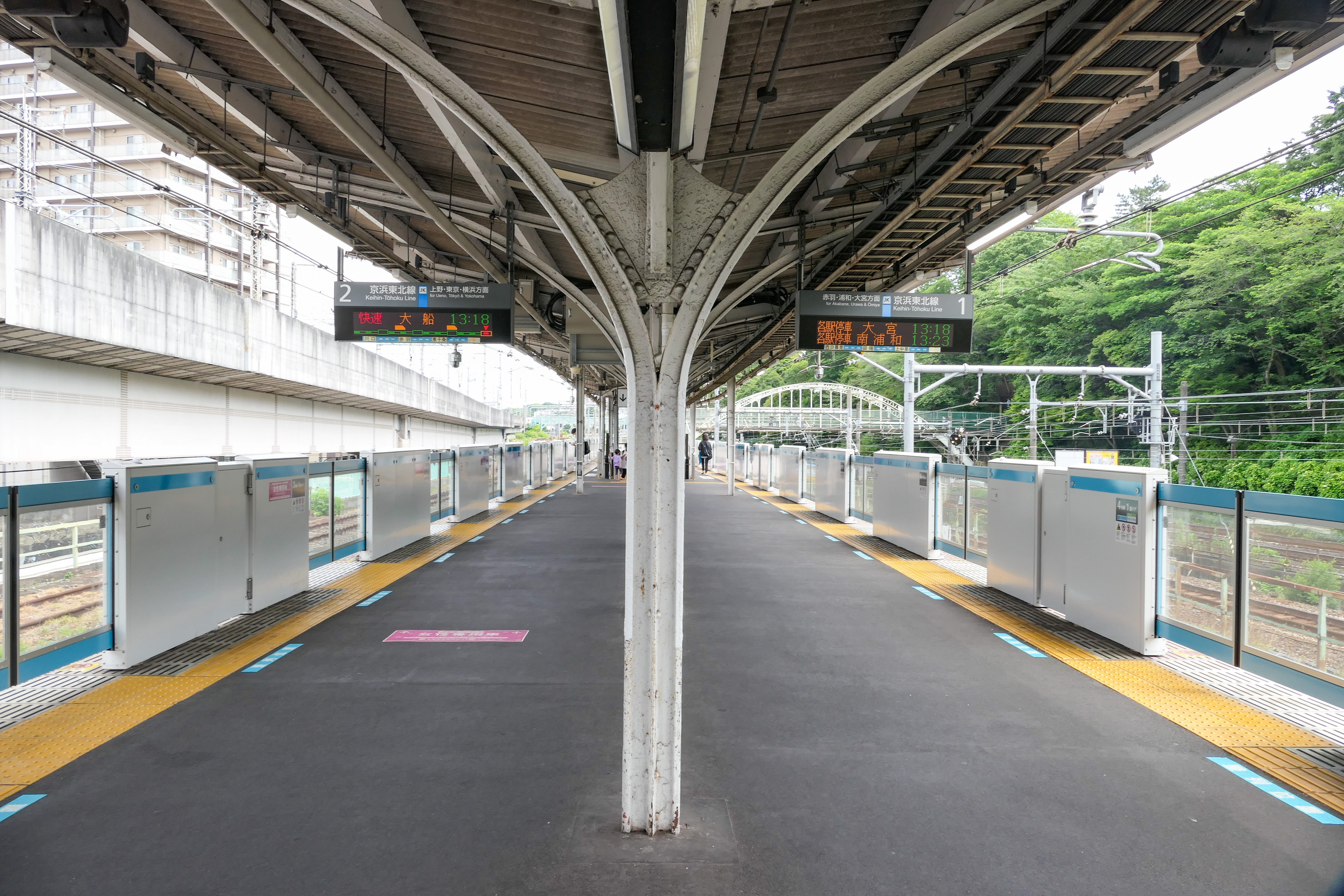
1號與2號月台（2023年5月）

### 東京地下鐵
東京地下鐵站區位於JR北口公車站及北本通（國道122號）的地下，是島式月台1面2線的地下車站，並與南北線其他車站一樣安裝月台幕門。站內設有兩個剪票口，其中一個只設有一座閘機，專供使用升降機來往大堂及月台的乘客使用。另外，地下通道可通往北區文化設施「北Topia」正面入口。

#### 月台配置
| 月台 | 路線   | 目的地                   | 備註                                                 |
| ---- | ------ | ------------------------ | ---------------------------------------------------- |
| 1    | 南北線 | 赤羽岩淵、浦和美園方向   | 赤羽岩淵站直通 埼玉高速鐵道線 （往浦和美園方向列車） |
| 2    | 南北線 | 白金高輪、目黑、日吉方向 | 目黑站直通 東急目黑線                                |

（來源：東京地下鐵:構內圖 （页面存档备份，存于））
- 3號出入口（2017年6月）
- 月台（2017年12月）

### 東京都交通局
東京都交通局站區為一地面車站，位於新幹線高架路段及JR東日本站區下方。車站月台採側式月台2面2線設計。由於荒川線列車運行間距不定，為了可以同時處理同方向數班列車，本站月台的有效長度較長，可容納數輛電車。此外，由於有經本站折返的班次，故在近早稻田一邊設有過渡線。
平日繁忙時間為了縮短上下車時間，本站均會有站員駐守，並擺放錢箱及智能卡閱讀器以收取車費。故乘客下車時不需要立即繳付車費，與其他時段的處理方式不同。
| 月台 | 路線                   | 方向 | 目的地                 |
| ---- | ---------------------- | ---- | ---------------------- |
| 西側 | 都電荒川線（東京櫻電） | 上行 | 大塚站前、早稻田方向   |
| 東側 | 都電荒川線（東京櫻電） | 下行 | 町屋站前、三之輪橋方向 |

## 利用狀況
- JR東日本 - 2019年度1日平均上車人次為63,882人[使用人次 1]。
JR東日本全體次於小岩站位居第71位。
- 東京地下鐵 - 2016年度1日平均上下車人次為63,317人[使用人次 2]。
東京地下鐵全部130個車站當中排名第64位。

### 各年度1日平均上下車人次
各年度1日平均上下車人次如下表。
| 年度               | 東京地下鐵         | 東京地下鐵 |
| 年度               | 1日平均 上下車人次 | 增長率     |
| ------------------ | ------------------ | ---------- |
| 2003年（平成15年） | 49,141             | 1.7%       |
| 2004年（平成16年） | 49,850             | 1.4%       |
| 2005年（平成17年） | 51,042             | 2.4%       |
| 2006年（平成18年） | 51,867             | 1.6%       |
| 2007年（平成19年） | 54,592             | 5.3%       |
| 2008年（平成20年） | 55,449             | 1.6%       |
| 2009年（平成21年） | 55,470             | 0.0%       |
| 2010年（平成22年） | 56,052             | 1.0%       |
| 2011年（平成23年） | 54,464             | −2.8%      |
| 2012年（平成24年） | 55,804             | 2.5%       |
| 2013年（平成25年） | 57,159             | 2.4%       |
| 2014年（平成26年） | 57,781             | 1.1%       |
| 2015年（平成27年） | 59,546             | 3.1%       |
| 2016年（平成28年） | 61,612             | 3.5%       |
| 2017年（平成29年） | 63,317             | 2.8%       |
| 2018年（平成30年） | 64,405             | 1.7%       |

### 各年度1日平均上車人次（1880年代－1930年代）
各年度1日平均上車人次如下表。
| 年度               | 日本鐵道 / 國鐵 | 來源              |
| ------------------ | --------------- | ----------------- |
| 1883年（明治16年） | 84              | [ 東京府統計 2 ]  |
| 1884年（明治17年） | 124             | [ 東京府統計 3 ]  |
| 1885年（明治18年） | 87              | [ 東京府統計 3 ]  |
| 1886年（明治19年） | 75              | [ 東京府統計 4 ]  |
| 1888年（明治21年） | 311             | [ 東京府統計 5 ]  |
| 1890年（明治23年） | 333             | [ 東京府統計 6 ]  |
| 1891年（明治24年） | 86              | [ 東京府統計 7 ]  |
| 1893年（明治26年） | 341             | [ 東京府統計 8 ]  |
| 1895年（明治28年） | 441             | [ 東京府統計 9 ]  |
| 1896年（明治29年） | 567             | [ 東京府統計 10 ] |
| 1897年（明治30年） | 678             | [ 東京府統計 11 ] |
| 1898年（明治31年） | 790             | [ 東京府統計 12 ] |
| 1899年（明治32年） | 816             | [ 東京府統計 13 ] |
| 1900年（明治33年） | 867             | [ 東京府統計 14 ] |
| 1901年（明治34年） | 946             | [ 東京府統計 15 ] |
| 1902年（明治35年） | 893             | [ 東京府統計 16 ] |
| 1903年（明治36年） | 859             | [ 東京府統計 17 ] |
| 1904年（明治37年） | 830             | [ 東京府統計 18 ] |
| 1905年（明治38年） | 1,219           | [ 東京府統計 19 ] |
| 1907年（明治40年） | 1,601           | [ 東京府統計 20 ] |
| 1908年（明治41年） | 1,711           | [ 東京府統計 21 ] |
| 1909年（明治42年） | 1,847           | [ 東京府統計 22 ] |
| 1911年（明治44年） | 1,754           | [ 東京府統計 23 ] |
| 1912年（大正元年） | 1,665           | [ 東京府統計 24 ] |
| 1913年（大正02年） | 1,272           | [ 東京府統計 25 ] |
| 1914年（大正03年） | 1,132           | [ 東京府統計 26 ] |
| 1915年（大正04年） | 1,148           | [ 東京府統計 27 ] |
| 1916年（大正05年） | 1,361           | [ 東京府統計 28 ] |
| 1919年（大正08年） | 2,184           | [ 東京府統計 29 ] |
| 1920年（大正09年） | 2,608           | [ 東京府統計 30 ] |
| 1922年（大正11年） | 3,000           | [ 東京府統計 31 ] |
| 1923年（大正12年） | 3,405           | [ 東京府統計 32 ] |
| 1924年（大正13年） | 3,551           | [ 東京府統計 33 ] |
| 1925年（大正14年） | 3,622           | [ 東京府統計 34 ] |
| 1926年（昭和元年） | 4,088           | [ 東京府統計 35 ] |
| 1927年（昭和02年） | 5,168           | [ 東京府統計 36 ] |
| 1928年（昭和03年） | 11,615          | [ 東京府統計 37 ] |
| 1929年（昭和04年） | 12,058          | [ 東京府統計 38 ] |
| 1930年（昭和05年） | 11,113          | [ 東京府統計 39 ] |
| 1931年（昭和06年） | 10,288          | [ 東京府統計 40 ] |
| 1932年（昭和07年） | 9,959           | [ 東京府統計 41 ] |
| 1933年（昭和08年） | 10,398          | [ 東京府統計 42 ] |
| 1934年（昭和09年） | 10,660          | [ 東京府統計 43 ] |
| 1935年（昭和10年） | 11,057          | [ 東京府統計 44 ] |

### 各年度1日平均上車人次（1953年－2000年）
| 年度               | 國鐵 / JR東日本 | 營團   | 來源              |
| ------------------ | --------------- | ------ | ----------------- |
| 1953年（昭和28年） | 34,138          | 未開業 | [ 東京都統計 1 ]  |
| 1954年（昭和29年） | 35,780          | 未開業 | [ 東京都統計 2 ]  |
| 1955年（昭和30年） | 37,568          | 未開業 | [ 東京都統計 3 ]  |
| 1956年（昭和31年） | 40,889          | 未開業 | [ 東京都統計 4 ]  |
| 1957年（昭和32年） | 43,212          | 未開業 | [ 東京都統計 5 ]  |
| 1958年（昭和33年） | 45,846          | 未開業 | [ 東京都統計 6 ]  |
| 1959年（昭和34年） | 49,278          | 未開業 | [ 東京都統計 7 ]  |
| 1960年（昭和35年） | 53,000          | 未開業 | [ 東京都統計 8 ]  |
| 1961年（昭和36年） | 54,634          | 未開業 | [ 東京都統計 9 ]  |
| 1962年（昭和37年） | 59,307          | 未開業 | [ 東京都統計 10 ] |
| 1963年（昭和38年） | 64,518          | 未開業 | [ 東京都統計 11 ] |
| 1964年（昭和39年） | 69,294          | 未開業 | [ 東京都統計 12 ] |
| 1965年（昭和40年） | 71,070          | 未開業 | [ 東京都統計 13 ] |
| 1966年（昭和41年） | 73,345          | 未開業 | [ 東京都統計 14 ] |
| 1967年（昭和42年） | 74,291          | 未開業 | [ 東京都統計 15 ] |
| 1968年（昭和43年） | 77,114          | 未開業 | [ 東京都統計 16 ] |
| 1969年（昭和44年） | 73,325          | 未開業 | [ 東京都統計 17 ] |
| 1970年（昭和45年） | 65,784          | 未開業 | [ 東京都統計 18 ] |
| 1971年（昭和46年） | 66,751          | 未開業 | [ 東京都統計 19 ] |
| 1972年（昭和47年） | 68,077          | 未開業 | [ 東京都統計 20 ] |
| 1973年（昭和48年） | 72,299          | 未開業 | [ 東京都統計 21 ] |
| 1974年（昭和49年） | 73,326          | 未開業 | [ 東京都統計 22 ] |
| 1975年（昭和50年） | 71,189          | 未開業 | [ 東京都統計 23 ] |
| 1976年（昭和51年） | 72,641          | 未開業 | [ 東京都統計 24 ] |
| 1977年（昭和52年） | 71,849          | 未開業 | [ 東京都統計 25 ] |
| 1978年（昭和53年） | 71,474          | 未開業 | [ 東京都統計 26 ] |
| 1979年（昭和54年） | 70,391          | 未開業 | [ 東京都統計 27 ] |
| 1980年（昭和55年） | 70,077          | 未開業 | [ 東京都統計 28 ] |
| 1981年（昭和56年） | 68,079          | 未開業 | [ 東京都統計 29 ] |
| 1982年（昭和57年） | 67,145          | 未開業 | [ 東京都統計 30 ] |
| 1983年（昭和58年） | 66,574          | 未開業 | [ 東京都統計 31 ] |
| 1984年（昭和59年） | 65,844          | 未開業 | [ 東京都統計 32 ] |
| 1985年（昭和60年） | 65,745          | 未開業 | [ 東京都統計 33 ] |
| 1986年（昭和61年） | 65,734          | 未開業 | [ 東京都統計 34 ] |
| 1987年（昭和62年） | 66,169          | 未開業 | [ 東京都統計 35 ] |
| 1988年（昭和63年） | 67,964          | 未開業 | [ 東京都統計 36 ] |
| 1989年（平成元年） | 68,148          | 未開業 | [ 東京都統計 37 ] |
| 1990年（平成02年） | 69,345          | 未開業 | [ 東京都統計 38 ] |
| 1991年（平成03年） | 70,194          | 4,968  | [ 東京都統計 39 ] |
| 1992年（平成04年） | 70,096          | 6,099  | [ 東京都統計 40 ] |
| 1993年（平成05年） | 68,959          | 7,099  | [ 東京都統計 41 ] |
| 1994年（平成06年） | 66,332          | 7,482  | [ 東京都統計 42 ] |
| 1995年（平成07年） | 64,740          | 7,574  | [ 東京都統計 43 ] |
| 1996年（平成08年） | 64,490          | 13,748 | [ 東京都統計 44 ] |
| 1997年（平成09年） | 63,061          | 16,468 | [ 東京都統計 45 ] |
| 1998年（平成10年） | 62,252          | 19,063 | [ 東京都統計 46 ] |
| 1999年（平成11年） | 61,035          | 19,522 | [ 東京都統計 47 ] |
| 2000年（平成12年） | 61,407          | 21,142 | [ 東京都統計 48 ] |

### 各年度1日平均上車人次（2001年以後）
| 年度               | JR東日本 | 營團 / 東京地下鐵 | 來源              |
| ------------------ | -------- | ----------------- | ----------------- |
| 2001年（平成13年） | 60,850   | 23,795            | [ 東京都統計 49 ] |
| 2002年（平成14年） | 60,728   | 24,068            | [ 東京都統計 50 ] |
| 2003年（平成15年） | 60,811   | 24,470            | [ 東京都統計 51 ] |
| 2004年（平成16年） | 60,606   | 24,822            | [ 東京都統計 52 ] |
| 2005年（平成17年） | 60,909   | 25,427            | [ 東京都統計 53 ] |
| 2006年（平成18年） | 61,250   | 25,822            | [ 東京都統計 54 ] |
| 2007年（平成19年） | 62,070   | 27,117            | [ 東京都統計 55 ] |
| 2008年（平成20年） | 61,912   | 27,512            | [ 東京都統計 56 ] |
| 2009年（平成21年） | 61,481   | 27,655            | [ 東京都統計 57 ] |
| 2010年（平成22年） | 61,426   | 27,899            | [ 東京都統計 58 ] |
| 2011年（平成23年） | 60,294   | 27,197            | [ 東京都統計 59 ] |
| 2012年（平成24年） | 60,656   | 27,770            | [ 東京都統計 60 ] |
| 2013年（平成25年） | 61,067   | 28,447            | [ 東京都統計 61 ] |
| 2014年（平成26年） | 60,835   | 28,687            | [ 東京都統計 62 ] |
| 2015年（平成27年） | 62,193   | 29,660            | [ 東京都統計 63 ] |
| 2016年（平成28年） | 63,690   | 30,581            | [ 東京都統計 64 ] |
| 2017年（平成29年） | 64,797   | 31,370            | [ 東京都統計 65 ] |
| 2018年（平成30年） | 64,762   | 31,929            | [ 東京都統計 66 ] |
| 2019年（令和元年） | 63,882   |                   |                   |

備註
1. ↑  1883年7月28日開業。開業日起至1884年3月31日為止合計248日間資料。
2. ↑  1991年11月29日開業。開業日至1992年3月31日為止共計124日間的統計資料。
3. ↑  1996年3月26日延伸至四谷。
4. ↑  9月26日南北線全線開業，與東急目黑線開始直通運轉。
5. ↑  3月28日埼玉高速鐵道線通車，開始直通運轉。

## 車站周邊
本站周邊是區役所等行政設施聚集的北區行政中心。

### 行政機關
- 國立印刷局王子工場
- 東京法務局（日语：東京法務局）北出張所
- 王子稅務署
- 陸上自衛隊十条駐屯地
- 东京都下水道局宮城水再生中心（日语：みやぎ水再生センター）
- 警視廳王子警察署（日语：王子警察署）
- 北區役所（日语：北区役所 (東京都)）
  - 北區役所王子區民事務所
  - 北區王子保健福祉中心
  - 北區王子地域包括支援中心
- 北Topia（日语：北とぴあ）
  - 北區性別平等中心
- 北區立中央圖書館
- 北區中央公園文化中心

### 公園、博物館、劇場等
- 名主之瀧公園（日语：名主の滝公園）
- 飛鳥山公園
  - 東京都北區營飛鳥山公園單軌電車（飛鳥公園電車）（日语：飛鳥山公園モノレール）飛鳥山公園入口站
- 中央公園（日语：中央公園 (東京都北区)）
- 飛鳥山3博物館（紙張博物館（日语：紙の博物館）、北區飛鳥山博物館（日语：北区飛鳥山博物館）、澀澤史料館（日语：渋沢史料館））
- 櫻花廳、杜鵑廳  ※北Topia設施
- 王子小劇場（日语：王子小劇場） ※小劇場

### 教育機關
- 王子經理專門校
- 中央工學校（日语：中央工学校）
- 東京髮妝專門學校
- 東京都立飛鳥高等學校（日语：東京都立飛鳥高等学校）
- 東京都立王子綜合高等學校（日语：東京都立王子総合高等学校）
- 北區立王子櫻中學校（日语：北区立王子桜中学校）
- 北區立王子小學校（日语：北区立王子小学校）
- 東京成德大學中學校、高等學校（日语：東京成徳大学中学校・高等学校）
- 駿台學園中學校、高等學校（日语：駿台学園中学校・高等学校）
- 順天中學校、高等學校（日语：順天中学校・高等学校）
- 櫻丘中學、高等學校（日语：桜丘中学・高等学校 (東京都)）
- 安部學院高等學校（日语：安部学院高等学校）

### 道路、河川
- 本鄉通
- 明治通
- 北本通
- 首都高速中央環狀線（王子北出入口、王子南出入口）
- 石神井川（日语：石神井川）

### 郵局
- 王子本町郵便局
- 飛鳥山前郵便局
- 北豐島二郵便局

### 企業、商業設施
- 東京書籍
- 高絲王子研修中心、研究所
- 武藏野樂器
- 東武store（日语：東武ストア）王子店
- 伊藤洋華堂王子店

## 巴士路線

### 一般路線巴士
以下路線由東京都交通局、東武、國際興業、日立自動車交通運行。
| 乘車處    | 系統                  | 主要行經地                               | 目的地                        | 運行業者 | 備註       |
| --------- | --------------------- | ---------------------------------------- | ----------------------------- | -------- | ---------- |
| 1號       | 王41                  | 新田橋                                   | 新田一丁目                    | ■都營    |            |
| 1號       | 王45                  | 新田橋、小台町、千住櫻木                 | 北千住站                      | ■都營    |            |
| 2號       | 王55                  | 新豐橋、Heart Island東                   | 新田一丁目                    | ■都營    |            |
| 2號       | 王55                  | 新豐橋                                   | Heart Island東（循環）        | ■都營    |            |
| 3號       | 王78                  | 大和町、小茂根、高圓寺站入口             | 新宿站西口 杉並車庫（出入庫） | ■都營    |            |
| 3號       | 深夜02                | 豐島三丁目                               | 豐島五丁目團地                | ■都營    |            |
| 4號       | 王49                  | 北區神谷町、鹿濱橋、西新井大師           | 千住車庫                      | ■都營    |            |
| 4號       | 王49折返              | 北區神谷町、鹿濱橋、西新井大師           | 足立區役所                    | ■都營    |            |
| 4號       | 王49折返              | 北區神谷町、鹿濱橋                       | 江北站                        | ■都營    | 僅平日早晨 |
| 4號       | 王49折返              | Heart Island東、鹿濱橋、西新井大師       | 足立區役所                    | ■都營    | 僅平日午間 |
| 4號       | 深夜11                | 新豐橋、Heart Island東                   | 新田二丁目                    | ■都營    |            |
| 5號       | 王40出入 （部分無號） | 北區神谷町                               | 北車庫（出入庫）              | ■都營    |            |
| 5號       | 王30                  | 北區神谷町、鹿濱橋、西新井大師、西加平   | 龜有站北口                    | ■東武    | 白天2班    |
| 5號       | 深夜31                | 鹿濱橋、西新井大師                       | 西新井站西口                  | ■東武    | 僅平日深夜 |
| 6號       | 王22                  | 帝京大學醫院                             | 板橋站                        | ■國際    |            |
| 6號       | 王54                  | 大和町、常盤台站                         | 上板橋站                      | ■國際    |            |
| 6號       | 王54-2                | 大和町、常盤台站                         | 上板橋站前                    | ■國際    |            |
| 7號       | 赤50                  | 十條站、姥橋                             | 赤羽站西口                    | ■國際    |            |
| 7號       | 王23                  | 十條站、姥橋                             | 赤羽車庫（出入庫）            | ■國際    |            |
| 8號       | 王55                  | 西巢鴨                                   | 池袋站東口                    | ■都營    |            |
| 9號       | 草64                  | 尾久站、荒川區役所                       | 淺草雷門南                    | ■都營    |            |
| 10號      | 王40甲折返 王57       | 豐島三丁目                               | 豐島五丁目團地                | ■都營    |            |
| 11號      | 王40丙                | 江南中學校、宮城都營住宅                 | 宮城循環                      | ■都營    |            |
| 12號      | 王40甲                | 荒川土手、西新井大師                     | 西新井站                      | ■都營    |            |
| 13號      | 王57                  | 北區神谷町、北車庫、岩淵町               | 赤羽站東口                    | ■都營    |            |
| 13號      | 王57 王40出入         | 北區神谷町（經西新井站、豐島五丁目團地） | 北車庫（出入庫）              | ■都營    |            |
| 14號      | 王40甲 草64           | 西巢鴨                                   | 池袋站東口                    | ■都營    |            |
| 14號      | 草64                  | 西巢鴨                                   | 拔刺地藏前（出入庫）          | ■都營    |            |
| 北Topia前 | 無號                  | 【K巴士】王子、駒込線                    | JR駒込站                      | ■日立    |            |

深夜急行巴士（國際興業）
- 池袋站西口⇒王子站⇒東浦和站（下車專用）

### 高速巴士

#### 北口（北本通）
可搭乘JR巴士關東等公司的高速巴士路線。
- Marronnier新宿號：往佐野Premium Outlets（日语：佐野プレミアム・アウトレット）、佐野新都市巴士總站（日语：佐野新都市バスターミナル）（Busta新宿始發）
- Marronnier東京號：往佐野Premium Outlets、佐野新都市巴士總站（東京站始發）
- 午夜Marronnier號：往佐野新都市巴士總站（Busta新宿始發）
- 那須·鹽原號：往那須温泉（日语：那須温泉郷）、往鹽原溫泉（日语：塩原温泉駅）、往西那須野站（Busta新宿始發）
- 夢街道會津號：往豬苗代站、往會津若松站、往道之驛會津、往喜多方營業所（Busta新宿始發，夜行班次在東京站始發）
- 東京·会津號：往會津若松站（東京站始發）
- 阿武隈號：往郡山站前、往福島站東口（Busta新宿始發）
- 新宿磐城號：往JR巴士關東磐城支店（日语：ジェイアールバス関東いわき支店）（經北茨城交流道、磐城站）（Busta新宿始發）
- DREAM盛岡號：往盛岡站（東京站始發）
※上述路線的下行班次僅能乘車，上行班次僅能下車，「仙台⇔首都圈線」「DREAM櫻桃號」上行班次僅能下車。
乘車處在北本通往赤羽方向約200公尺處，下車處在巴士總站對側。

#### 南口（圓環內）
可搭乘大阪巴士、東京巴士、平成ENTERPRISE運行的夜行高速巴士與東京巴士、國際興業巴士、京濱急行巴士運行的機場接駁巴士。
- 「東京特急新星號」：往京都站、大阪站、天王寺站、東大阪布施站（東京巴士、大阪巴士）
- 「VIP LINER」：往名古屋站／京都站、大阪站、三宮站（平成ENTERPRISE、平成社區巴士）
- 「機場接駁巴士」：往羽田機場（東京巴士、國際興業巴士、京濱急行巴士）

## 相鄰車站
東日本旅客鐵道
 京濱東北線
■快速、■各站停車
上中里（JK 35）－王子（JK 36）－東十條（JK 37）
 東京地下鐵
 南北線
西原（N 15）－王子（N 16）－王子神谷（N 17）
 東京都交通局
 都電荒川線（東京櫻電）
飛鳥山（SA 17）－王子站前（SA 16）－榮町（SA 15）

### 曾經存在的路線
日本國有鐵道
東北本線貨物支線（須賀線）
王子－（貨）須賀

### 來源
JR、地下鐵1日平均使用人次
1. ↑  各駅の乗車人員 （页面存档备份，存于） - JR東日本
2. ↑  各駅の乗降人員ランキング （页面存档备份，存于） - 東京メトロ

JR東日本1999年度以後上車人次
1. ↑  各駅の乗車人員（1999年度） （页面存档备份，存于） - JR東日本
2. ↑  各駅の乗車人員（2000年度） （页面存档备份，存于） - JR東日本
3. ↑  各駅の乗車人員（2001年度） （页面存档备份，存于） - JR東日本
4. ↑  各駅の乗車人員（2002年度） （页面存档备份，存于） - JR東日本
5. ↑  各駅の乗車人員（2003年度） （页面存档备份，存于） - JR東日本
6. ↑  各駅の乗車人員（2004年度） （页面存档备份，存于） - JR東日本
7. ↑  各駅の乗車人員（2005年度） （页面存档备份，存于） - JR東日本
8. ↑  各駅の乗車人員（2006年度） （页面存档备份，存于） - JR東日本
9. ↑  各駅の乗車人員（2007年度） （页面存档备份，存于） - JR東日本
10. ↑  各駅の乗車人員（2008年度） （页面存档备份，存于） - JR東日本
11. ↑  各駅の乗車人員（2009年度） （页面存档备份，存于） - JR東日本
12. ↑  各駅の乗車人員（2010年度） （页面存档备份，存于） - JR東日本
13. ↑  各駅の乗車人員（2011年度） （页面存档备份，存于） - JR東日本
14. ↑  各駅の乗車人員（2012年度） （页面存档备份，存于） - JR東日本
15. ↑  各駅の乗車人員（2013年度） （页面存档备份，存于） - JR東日本
16. ↑  各駅の乗車人員（2014年度） （页面存档备份，存于） - JR東日本
17. ↑  各駅の乗車人員（2015年度） （页面存档备份，存于） - JR東日本
18. ↑  各駅の乗車人員（2016年度） （页面存档备份，存于） - JR東日本
19. ↑  各駅の乗車人員（2017年度） （页面存档备份，存于） - JR東日本
20. ↑  各駅の乗車人員（2018年度） （页面存档备份，存于） - JR東日本
21. ↑  各駅の乗車人員（2019年度） （页面存档备份，存于） - JR東日本

JR、地下鐵的統計資料
1. ↑  各種報告書 （页面存档备份，存于） - 関東交通広告協議会
2. ↑  行政資料集 （页面存档备份，存于） - 北区

東京府統計書
1. ↑  東京府統計書 - 国立国会図書館（デジタル化資料）
2. ↑  .   [2019-01-18]. （原始内容存档于2021-12-05）.
3. 1 2  .   [2019-01-18]. （原始内容存档于2021-12-15）.
4. ↑  .   [2019-01-18]. （原始内容存档于2021-12-15）.
5. ↑  .   [2019-01-18]. （原始内容存档于2021-12-15）.
6. ↑  .   [2019-01-18]. （原始内容存档于2021-12-15）.
7. ↑  .   [2019-01-18]. （原始内容存档于2021-12-15）.
8. ↑  .   [2019-01-18]. （原始内容存档于2021-12-15）.
9. ↑  .   [2019-01-18]. （原始内容存档于2019-07-01）.
10. ↑  .   [2019-01-18]. （原始内容存档于2019-07-01）.
11. ↑  .   [2019-01-18]. （原始内容存档于2019-07-01）.
12. ↑  .   [2019-01-18]. （原始内容存档于2019-07-01）.
13. ↑  .   [2019-01-18]. （原始内容存档于2019-07-01）.
14. ↑  .   [2019-01-18]. （原始内容存档于2019-07-01）.
15. ↑  .   [2019-01-18]. （原始内容存档于2019-07-01）.
16. ↑  .   [2019-01-18]. （原始内容存档于2019-07-01）.
17. ↑  .   [2019-01-18]. （原始内容存档于2019-07-01）.
18. ↑  .   [2019-01-18]. （原始内容存档于2019-02-21）.
19. ↑  .   [2019-01-18]. （原始内容存档于2019-02-21）.
20. ↑  .   [2019-01-18]. （原始内容存档于2019-07-01）.
21. ↑  .   [2019-01-18]. （原始内容存档于2019-02-21）.
22. ↑  .   [2019-01-18]. （原始内容存档于2019-02-21）.
23. ↑  .   [2019-01-18]. （原始内容存档于2019-02-21）.
24. ↑  .   [2019-01-18]. （原始内容存档于2019-02-21）.
25. ↑  .   [2019-01-18]. （原始内容存档于2019-02-21）.
26. ↑  .   [2019-01-18]. （原始内容存档于2019-02-21）.
27. ↑  .   [2019-01-18]. （原始内容存档于2019-02-21）.
28. ↑  .   [2019-01-18]. （原始内容存档于2019-02-21）.
29. ↑  .   [2019-01-18]. （原始内容存档于2019-01-23）.
30. ↑  .   [2019-01-18]. （原始内容存档于2019-01-23）.
31. ↑  .   [2019-01-18]. （原始内容存档于2019-02-21）.
32. ↑  .   [2019-01-18]. （原始内容存档于2019-02-21）.
33. ↑  .   [2019-01-18]. （原始内容存档于2019-02-21）.
34. ↑  .   [2019-01-18]. （原始内容存档于2019-02-21）.
35. ↑  .   [2019-01-18]. （原始内容存档于2019-02-21）.
36. ↑  .   [2019-01-18]. （原始内容存档于2019-02-20）.
37. ↑  .   [2019-01-18]. （原始内容存档于2019-02-20）.
38. ↑  .   [2019-01-18]. （原始内容存档于2019-02-20）.
39. ↑  .   [2019-01-18]. （原始内容存档于2019-02-20）.
40. ↑  .   [2019-01-18]. （原始内容存档于2019-02-20）.
41. ↑  .   [2019-01-18]. （原始内容存档于2019-02-20）.
42. ↑  .   [2019-01-18]. （原始内容存档于2019-02-19）.
43. ↑  .   [2019-01-18]. （原始内容存档于2019-02-19）.
44. ↑  .   [2019-01-18]. （原始内容存档于2019-02-19）.

東京都統計年鑑
1. ↑  昭和28年PDF - 13ページ
2. ↑  昭和29年PDF - 10ページ
3. ↑  昭和30年PDF - 10ページ
4. ↑  昭和31年PDF - 10ページ
5. ↑  昭和32年PDF - 10ページ
6. ↑  昭和33年PDF - 10ページ
7. ↑  .   [2017-05-07]. （原始内容存档于2016-03-05）.
8. ↑  .   [2017-05-07]. （原始内容存档于2016-03-05）.
9. ↑  .   [2017-05-07]. （原始内容存档于2015-06-29）.
10. ↑  .   [2017-05-07]. （原始内容存档于2015-06-29）.
11. ↑  .   [2017-05-07]. （原始内容存档于2015-06-29）.
12. ↑  .   [2017-05-07]. （原始内容存档于2015-06-29）.
13. ↑  .   [2017-05-07]. （原始内容存档于2016-03-05）.
14. ↑  .   [2017-05-07]. （原始内容存档于2016-03-05）.
15. ↑  .   [2017-05-07]. （原始内容存档于2016-03-05）.
16. ↑  .   [2017-05-07]. （原始内容存档于2016-03-05）.
17. ↑  .   [2017-05-07]. （原始内容存档于2016-03-05）.
18. ↑  .   [2017-05-07]. （原始内容存档于2016-03-05）.
19. ↑  .   [2017-05-07]. （原始内容存档于2015-06-29）.
20. ↑  .   [2017-05-07]. （原始内容存档于2015-06-29）.
21. ↑  .   [2017-05-07]. （原始内容存档于2015-06-29）.
22. ↑  .   [2017-05-07]. （原始内容存档于2016-03-05）.
23. ↑  .   [2017-05-07]. （原始内容存档于2016-06-02）.
24. ↑  .   [2017-05-07]. （原始内容存档于2015-06-29）.
25. ↑  .   [2017-05-07]. （原始内容存档于2016-03-05）.
26. ↑  .   [2017-05-07]. （原始内容存档于2015-06-29）.
27. ↑  .   [2017-05-07]. （原始内容存档于2016-03-05）.
28. ↑  .   [2017-05-07]. （原始内容存档于2016-03-05）.
29. ↑  .   [2017-05-07]. （原始内容存档于2016-03-05）.
30. ↑  .   [2017-05-07]. （原始内容存档于2015-06-29）.
31. ↑  .   [2017-05-07]. （原始内容存档于2015-06-29）.
32. ↑  .   [2017-05-07]. （原始内容存档于2015-06-29）.
33. ↑  .   [2017-05-07]. （原始内容存档于2016-03-05）.
34. ↑  .   [2017-05-07]. （原始内容存档于2016-03-05）.
35. ↑  .   [2017-05-07]. （原始内容存档于2015-06-29）.
36. ↑  .   [2017-05-07]. （原始内容存档于2016-03-05）.
37. ↑  .   [2017-05-07]. （原始内容存档于2016-03-05）.
38. ↑  .   [2017-05-07]. （原始内容存档于2016-03-05）.
39. ↑  .   [2017-05-07]. （原始内容存档于2016-03-05）.
40. ↑  平成4年
41. ↑  平成5年
42. ↑  平成6年
43. ↑  平成7年
44. ↑  平成8年
45. ↑  .   [2017-05-07]. （原始内容存档于2016-03-04）.
46. ↑  平成10年PDF
47. ↑  平成11年PDF
48. ↑  .   [2017-05-07]. （原始内容存档于2016-03-04）.
49. ↑  .   [2017-05-07]. （原始内容存档于2016-03-04）.
50. ↑  .   [2017-05-07]. （原始内容存档于2017-07-29）.
51. ↑  .   [2017-05-07]. （原始内容存档于2017-07-29）.
52. ↑  .   [2017-05-07]. （原始内容存档于2017-07-29）.
53. ↑  .   [2017-05-07]. （原始内容存档于2017-07-29）.
54. ↑  .   [2017-05-07]. （原始内容存档于2017-07-29）.
55. ↑  .   [2017-05-07]. （原始内容存档于2017-07-29）.
56. ↑  .   [2017-05-07]. （原始内容存档于2017-07-29）.
57. ↑  .   [2017-05-07]. （原始内容存档于2016-03-26）.
58. ↑  .   [2017-05-07]. （原始内容存档于2016-03-27）.
59. ↑  .   [2017-05-07]. （原始内容存档于2016-03-25）.
60. ↑  .   [2017-05-07]. （原始内容存档于2016-03-27）.
61. ↑  .   [2017-05-07]. （原始内容存档于2016-03-22）.
62. ↑  .   [2017-05-07]. （原始内容存档于2017-07-30）.
63. ↑  .   [2017-05-07]. （原始内容存档于2018-11-09）.
64. ↑  .   [2019-01-18]. （原始内容存档于2019-05-02）.
65. ↑  .   [2020-07-28]. （原始内容存档于2019-12-03）.
66. ↑  .   [2020-07-28]. （原始内容存档于2020-08-04）.

## 外部連結
- 車站資訊（王子）：東日本旅客鐵道
- 王子/N16 | 路線・車站資訊 | 東京地下鐵
- 王子站前停留場 （页面存档备份，存于） - 東京都交通局